# Project Loon

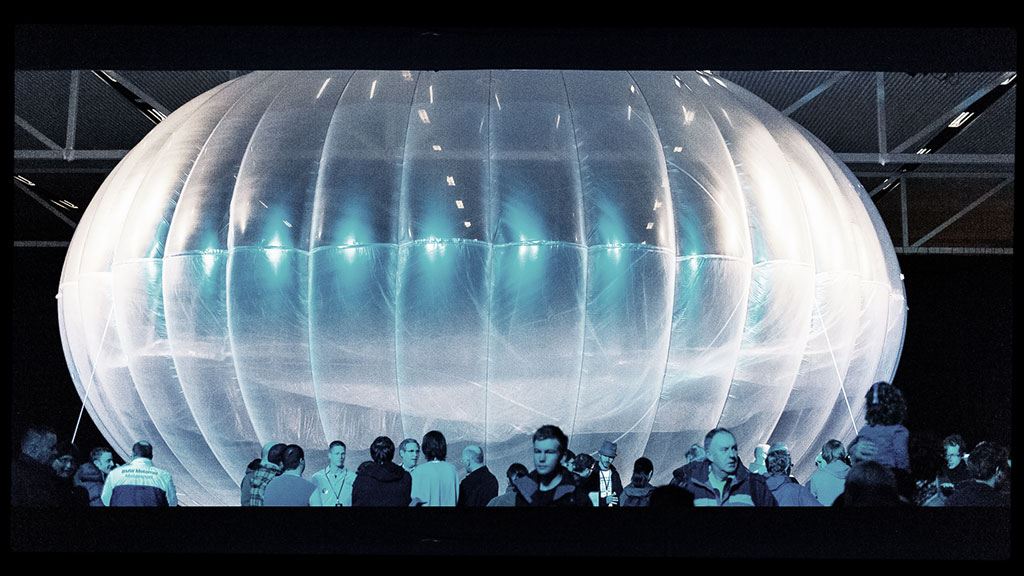
A Project Loon egy léggömbje a christchurchi nyitó rendezvényen

A Project Loon a Google kutatás-fejlesztési projektje, melynek deklarált célja, hogy internet-hozzáférést biztosítson a világ sűrűn lakott területektől távol fekvő, vidéki részeinek. Ezt a sztratoszféra mintegy 20 km-es magasságába felbocsátott, magaslégköri léggömbökkel kívánják elérni, melyek a 3G sebességéhez közeli, vezeték nélküli hálózatot tennének elérhetővé a levegőből. Még a Google berkeiben is úgy gondolták, hogy a terv őrültségnek hangzik, ezért adták neki a „Project Loon” (loon=bolond, balloon=léggömb) nevet.
Az egyenletes hőmérséklet-eloszlás miatt az alsó sztratoszférában erőteljesek a nyugat-keleti (a cirkuláció iránya évszakosan változó), a Földet a 25-30. szélességi köröknél megkerülő szelek, melyek sebessége 300–350 km/óra (83-97 m/s). A héliummal töltött ballonok nagyjából a szélességi kör mentén sorakoznának; manőverezésüket a Nemzeti Óceán- és Légkörkutatási Hivataltól (NOAA) nyert adatok birtokában a vezérlőközpontból (Project Loon mission control) a magasság változtatásával oldják meg, kihasználva, hogy a sztratoszféra egy-egy rétegén belül nagyjából állandó sebességű és irányú szél fúj. A szolgáltatás felhasználói az épületükhöz erősített speciális antennával csatlakozhatnak a hálózatra. A jel ballonról ballonra továbbítódik, majd egy internetszolgáltatóval kapcsolatban lévő, egymástól kb. 100 km-re (két ballonnyi távolságra) elhelyezkedő földi állomáson keresztül éri el a nyilvános internetet. A rendszer fő célkitűzése internet-hozzáférés biztosítása az eddig mostohán kezelt távoli, ritkán lakott helyeken, hagyományosan nehezen lefedhető szurdokokban vagy katasztrófa sújtotta területeken. A projekt fő résztvevői közé tartozik Rich DeVaul, fő tervezőmérnök, egyben a viselhető technológia szakértője; Mike Cassidy projektvezető; Cyrus Behroozi, hálózati és telekommunikációs vezető.

## Története
2008-ban merült fel elsőként, hogy a Google felvásárolná a Space Data Corp. céget, ami bázisállomásokat hordozó, 20 mérföldes magasságot elérő léggömbökről biztosít internet-hozzáférést olajtársaságok és kamionosok számára az Amerikai Egyesült Államok déli részeiben, de végül nem történt meg a felvásárlás.
A projekten történő nem hivatalos első munkálatok 2011-ben történtek a vezető nélküli járműveket is fejlesztő Google X égisze alatt; az első próbarepülések Kalifornia állam központi völgyében (Central Valley) történtek. A projektet 2013. június 14-én jelentették be hivatalosan.
2013. június 16-án a Google kísérleti tanulmányba kezdett Új-Zéland területén az ottani légihatóságokkal együttműködve, melynek során mintegy 30 léggömböt engedtek fel a Déli-sziget Tekapo-területéről. Christchurchben, a Canterbury Régióban és környékükön kb. 50 felhasználó vesz részt a pilot projektben, melyben a légi hálózathoz különleges antennákkal csatlakozhatnak. Az előtanulmány után a Google tervei szerint 300 léggömböt küldene fel a sztratoszférába a déli szélesség 40. foka mentén, hozzáférést nyújtva Új-Zéland, Ausztrália, Chile és Argentína területén. A Google azt reméli, hogy végül több ezer magaslégköri léggömböt juttathat fel 18-27 km közötti magasságba.
2014 májusában Astro Teller felvetette, hogy ahelyett, hogy megvásárolnának egy az egész világon használható sávszélességet, inkább a léggömböket átmeneti bázisállomásként üzemeltetnék, melynek sávszélességét az adott ország mobil operátorai bérbe vehetnék.
2014 május-júniusában a Google tesztelte a léggömböket Brazília Piauí államában is, ami az első próbálkozásuk LTE-szintű internet nyújtására, és az Egyenlítő közelében történő felbocsátásra is.

## Technológia
A Google által tervezett technológia segítségével a fejlődő országok polgárai, például Afrikában és Délkelet-Ázsiában sokkal olcsóbban juthatnának internetkapcsolathoz, mivel nem lenne szükséges drága, föld alatt futó optikai kábeleket lefektetniük.
A héliummal töltött, magaslégköri léggömbök a sztratoszféra rétegeinek uralkodó széljárását felhasználva járják körbe a földet. A léggömb alatt elhelyezkedő, kártyaasztal méretű napelemtábla egy akkumulátort tölt fel, négy óra alatt elegendő elektromosságot generálva az adó-vevők egész napos működéséhez. A léggömbök internetkapcsolattal ellátott földi állomásokhoz csatlakoznak, amik kb. 100 km-re helyezkednek el egymástól, és a jelet továbbküldik más ballonokhoz is, míg az egész földet le nem fedik rádiójeleikkel. A Google állítása szerint ez a kiépítés 3G-közeli sebességet tesz elérhetővé a ballonok és a felhasználókhoz telepített vevőkészülékek között; nem világos azonban, hogy a rövid kommunikációs időket (vagy alacsony ping értékeket) igényelő technológiák, mint a VoIP hogy birkóznak majd meg a több léggömb közötti adattovábbítás okozta, a mobiltelefóniás internetre jellemző nagyobb jelkésleltetéssel.
Az első személy, aki a kezdeti tesztléggömbök felengedése után csatlakozhatott a „Google Balloon Internethez” egy Leeston városbeli új-zélandi földműves volt, egyike annak a Christchurch környéki 50 embernek, akik csatlakoztak a Project Loon tesztprogramjához. Az említett új-zélandi farmer olyan vidéken élt, ahol széles sávú hozzáférés egyáltalán nem volt, a 2009-ben kipróbált műholdas internetszolgáltatásért pedig több mint havi 1000 dollárt kellett kifizetnie. A helybéliek semmit nem tudtak a Google titkos projektjéről azon túl, hogy internet-hozzáférést fog biztosítani, de megengedték a projekten dolgozóknak, hogy a kosárlabda méretű, élénkpiros Google Térkép-kitűzőre emlékeztető adó-vevőt a házuk külső falára rögzítsék.
A magaslégköri léggömbök a repülőgépek utazási magasságának kb. kétszeresén, 18-27 km magasságban sodródnak; ez bőven a műholdak magassága alatt van. Minden léggömb kb. 20 km sugarú körben, azaz 1250 km²-nyi terület számára biztosít internetet.

## Felszerelés

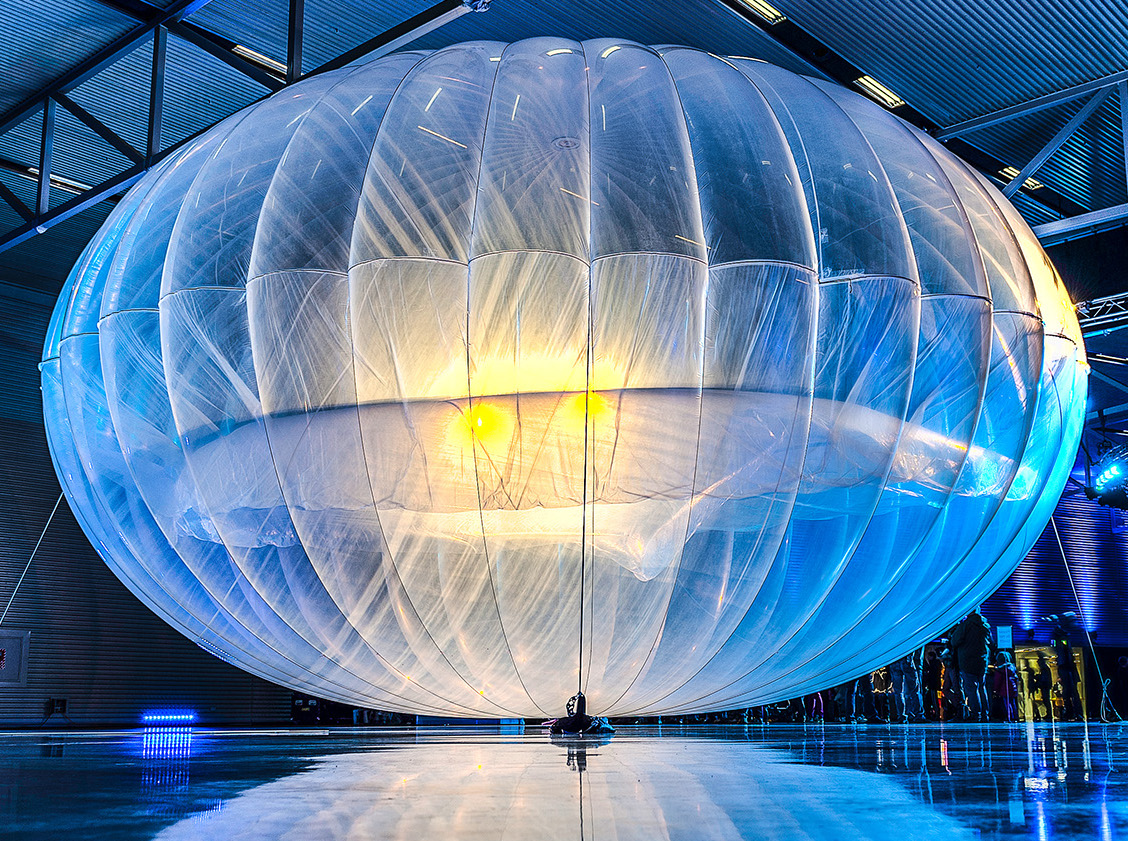
Project Loon kutatóléggömb

A Raven Aerostar által gyártott ballonkupolák 3 ezred hüvelyk (0,076 mm) vastag polietilénből készültek. A (repülési magasságtól függetlenül fix térfogatú) túlnyomásos léggömbök héliumgázzal teljesen felfújva 15 méter átmérőjűek és 12 méter magasak, és egy „Croce” becenevű egyedi légpumparendszert visznek magukkal, amivel levegőt engedhetnek be vagy ki a léggömbből, ezzel szabályozva annak emelkedését.
A felfújt léggömb alatt egy 10 kg-os apró dobozban találhatók a ballon elektromos berendezései. Ezek közé tartoznak a rendszert vezérlő áramköri kártyák, a többi ballonnal és a földi állomásokkal kommunikáló antennák, köztük egy Ubiquiti Networks Rocket M2 és a napenergiát tároló akkumulátorok, amik az éjszakai működés lehetővé teszik. A napenergiát a hardver és a ballonkupola közé elhelyezett napelemtáblák alakítják elektromossággá. Amikor a nap a legerősebben süti őket, mintegy 100 watt teljesítményt adnak le, ami az eszköz működtetése mellett arra is elegendő, hogy az akkumulátort feltöltse az éjszakai működéshez. A kupola tetejéhez rögzített ejtőernyő kontrollált ereszkedést és leszállást tesz lehetővé, ha a ballont ki akarják vonni a forgalomból. Váratlan meghibásodás esetén az ejtőernyő automatikusan működésbe lép. A Raven Aerostar által gyártott léggömbök élettartama 55 nap körül mozog, a Google állítása szerint azonban a kissé áttervezett változat 100 napnál tovább is képes a levegőben maradni.
A földi vevőállomások prototípusa Ubiquiti Network Rocket M5 rádiót és egyedi lapantennát használva akkor képes a ballonokhoz csatlakozni, ha azok valamelyike kb. 20 km sugarú körben tartózkodik. Egyes tudósítások a Google projektjét Google Balloon Internetnek nevezték.

## Fogadtatása
A Project Loont általában véve jól fogadták, bár a Square Kilometre Array (SKA) projekt fejlesztőinek és csillagászainak voltak aggályai az esetleges jelinterferenciával kapcsolatban, hiszen a Loon által használt két ISM-frekvenciasáv (2,4 GHz és 5,8 GHz) alja interferálni fog a közepes frekvenciasávban (0,5 GHz-3 GHz) működő SKA projekttel.
A Google nem tette közzé a projekt költségeit.
Bill Gates kritikával illette a Project Loont, kijelentve, hogy „Amikor maláriában haldokolsz, gondolom majd felnézel és látod azt a léggömböt, és nem vagyok biztos abban, hogy ez segíteni fog rajtad. Ha egy kisgyerek hasmenést kap, semmilyen weboldal nem fogja ettől megszabadítani.”
Új-Zéland miniszterelnöke, John Key beszédet mondott a christchurchi megnyitóünnepségen, kijelentve, hogy Új-Zéland számára fontos, hogy az internetet az egész bolygón elterjesszék és hogy alacsony költségekkel el lehessen érni, hogy a következő 4 milliárd ember is online lehessen; Key elismerte továbbá a Loonban rejlő lehetőségeket a katasztrófa sújtotta övezetek ellátásában.

## Fordítás
- Ez a szócikk részben vagy egészben a Project Loon című angol Wikipédia-szócikk ezen változatának fordításán alapul.  Az eredeti cikk szerkesztőit annak laptörténete sorolja fel. Ez a jelzés csupán a megfogalmazás eredetét és a szerzői jogokat jelzi, nem szolgál a cikkben szereplő információk forrásmegjelöléseként.